# Ronde Molen (Maasbommel)
Ronde Molen est un moulin à vent situé dans la localité de Maasbommel, à West Maas en Waal, dans la province de Gueldre aux Pays-Bas.